# Are Strandli
Are Strandli (Stavanger, 18 de agosto de 1988) es un deportista noruego que compitió en remo.
Participó en tres Juegos Olímpicos de Verano, obteniendo una medalla de bronce en Río de Janeiro 2016, en la prueba de doble scull ligero (junto con Kristoffer Brun), el noveno lugar en Londres 2012 y el decimosegundo en Tokio 2020, en la misma prueba.
Ganó tres medallas en el Campeonato Mundial de Remo entre los años 2013 y 2015, y cinco medallas en el Campeonato Europeo de Remo entre los años 2013 y 2018.
En 2016 fue galardonado con el Premio de Honor Olímpico Fearnley por la Confederación Deportiva Noruega.

## Palmarés internacional
| Juegos Olímpicos   | Juegos Olímpicos         | Juegos Olímpicos  | Juegos Olímpicos   |
| Año                | Lugar                    | Medalla           | Prueba             |
| ------------------ | ------------------------ | ----------------- | ------------------ |
| 2016               | Río de Janeiro (Brasil)  | Medalla de bronce | Doble scull ligero |
| Campeonato Mundial |                          |                   |                    |
| Año                | Lugar                    | Medalla           | Prueba             |
| 2013               | Chungju (Corea del Sur)  | Medalla de oro    | Doble scull ligero |
| 2014               | Ámsterdam (Países Bajos) | Medalla de bronce | Doble scull ligero |
| 2015               | Aiguebelette (Francia)   | Medalla de bronce | Doble scull ligero |
| Campeonato Europeo |                          |                   |                    |
| Año                | Lugar                    | Medalla           | Prueba             |
| 2013               | Sevilla (España)         | Medalla de plata  | Doble scull ligero |
| 2014               | Belgrado (Serbia)        | Medalla de bronce | Doble scull ligero |
| 2015               | Poznań (Polonia)         | Medalla de bronce | Doble scull ligero |
| 2016               | Brandeburgo (Alemania)   | Medalla de bronce | Doble scull ligero |
| 2018               | Glasgow (Reino Unido)    | Medalla de oro    | Doble scull ligero |